# Кенвуд (Оклахома)
Кенвуд (англ. Kenwood) — переписна місцевість (CDP) в США, в округах Делавер і Мейз штату Оклахома. Населення — 904 особи (2020).

## Географія
Кенвуд розташований за координатами 36°18′4″ пн. ш. 94°59′52″ зх. д. / 36.30111° пн. ш. 94.99778° зх. д. (36.301249, -94.997873).  За даними Бюро перепису населення США в 2010 році переписна місцевість мала площу 116,71 км², уся площа — суходіл.

## Демографія
Згідно з переписом 2010 року, у переписній місцевості мешкали 1224 особи в 394 домогосподарствах у складі 311 родини. Густота населення становила 10 осіб/км².  Було 438 помешкань (4/км²).
Расовий склад населення:
| - 63,2 % — корінних американців - 28,6 % — білих - 0,5 % — азіатів |

До двох чи більше рас належало 7,8 %. Частка іспаномовних становила 1,6 % від усіх жителів.
За віковим діапазоном населення розподілялося таким чином: 30,0 % — особи молодші 18 років, 60,5 % — особи у віці 18—64 років, 9,5 % — особи у віці 65 років та старші. Медіана віку мешканця становила 33,9 року. На 100 осіб жіночої статі у переписній місцевості припадало 101,3 чоловіків;  на 100 жінок у віці від 18 років та старших — 104,0 чоловіків також старших 18 років.
Середній дохід на одне домашнє господарство  становив 37 084 долари США (медіана — 32 760), а середній дохід на одну сім'ю — 45 170 доларів (медіана — 39 323). За межею бідності перебувало 28,7 % осіб, у тому числі 41,7 % дітей у віці до 18 років та 19,6 % осіб у віці 65 років та старших.
Цивільне працевлаштоване населення становило 370 осіб. Основні галузі зайнятості: освіта, охорона здоров'я та соціальна допомога — 34,3 %, виробництво — 22,2 %, будівництво — 10,0 %, мистецтво, розваги та відпочинок — 7,8 %.